# Goslar
Pour les articles homonymes, voir Goslar (homonymie).
 (décembre 2023).
Si vous disposez d'ouvrages ou d'articles de référence ou si vous connaissez des sites web de qualité traitant du thème abordé ici, merci de compléter l'article en donnant les références utiles à sa vérifiabilité et en les liant à la section « Notes et références ».
Goslar est une ville de Basse-Saxe, en Allemagne. Elle est la capitale de l'arrondissement de Goslar. C'est une ville touristique très fréquentée et une porte d'entrée du secteur nord-occidental du massif du Harz.
L'ancienne ville libre d'Empire fut fondée au Xe siècle après la découverte d'argent dans les mines proches du Rammelsberg. Elle en devint particulièrement prospère, ce qui attira l'attention des empereurs du Saint-Empire. Son centre historique avec le palais impérial est inscrit depuis 1992 conjointement avec les mines de Rammelsberg et le système hydraulique du Haut-Harz sur la liste du patrimoine mondial.

## Géographie

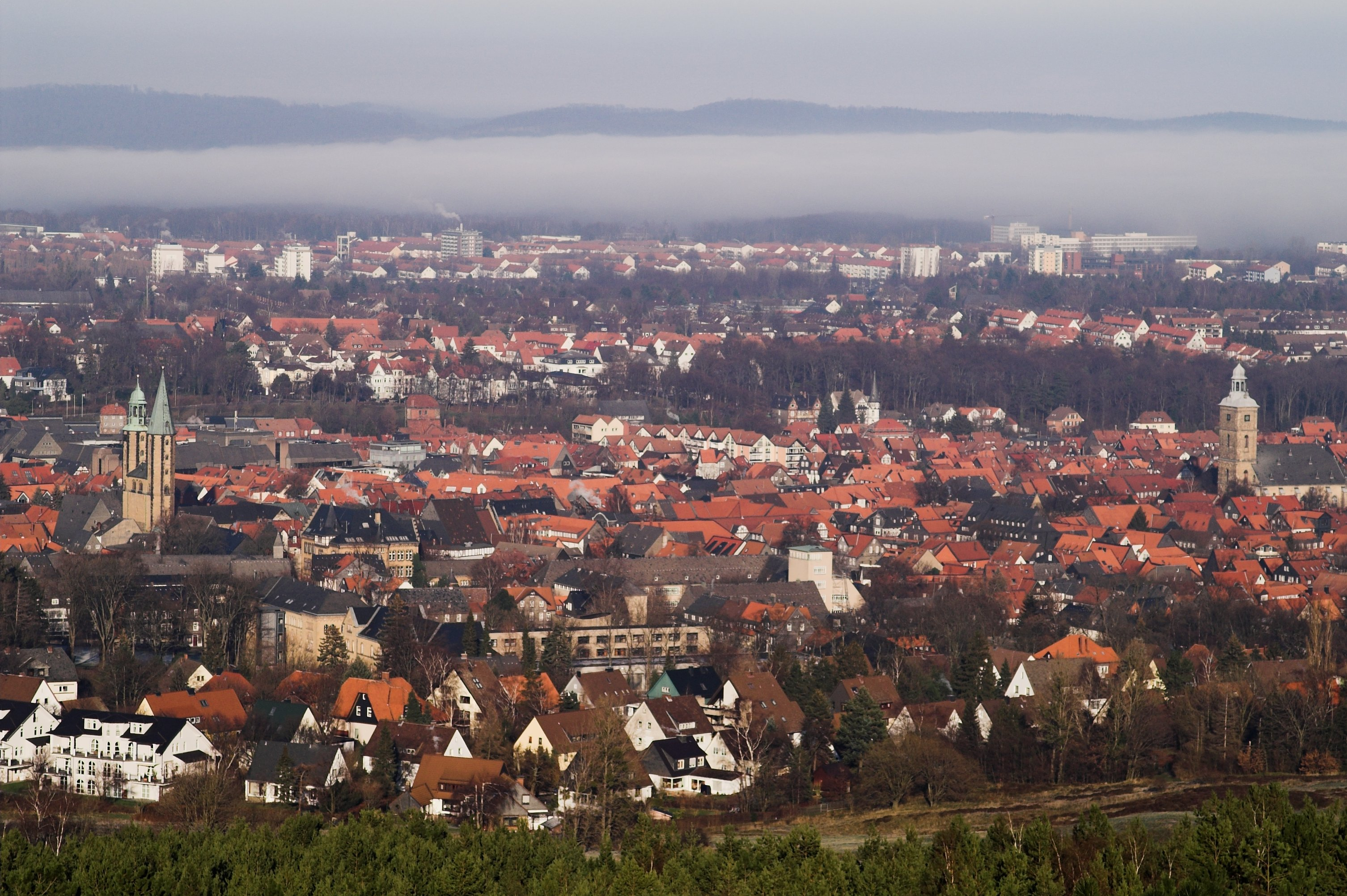
Vue depuis le Rammelberg.

La ville se trouve au pied du Rammelsberg (636 m), sur les contreforts nord-ouest du Harz. Elle tire son nom de la rivière Gose, affluent de l'Oker, qui traverse les ruelles du centre historique. Le territoire municipal s'étend, à l'est, jusqu'aux limites du Land de Saxe-Anhalt. Le cente-ville se trouve à environ 40 kilomètres au sud-ouest de Brunswick.

### Quartiers
Le territoire communal comprend également le quartier de Hahnenklee dans les montagnes du haut Harz ainsi que l'ancienne ville indépendante de Vienenburg qui est rattachée administrativement le 1er janvier 2014. En plus du centre-ville, la municipalité est constituée de 17 localités :
| - Baßgeige - Georgenberg - Hahndorf - Hahnenklee-Bockswiese - Immenrode - Jerstedt | - Jürgenohl - Lengde - Lochtum - Ohlhof - Oker - Rammelsberg | - Steinberg - Sudmerberg - Vienenburg - Weddingen - Wiedelah |

## Histoire
| Appartenances historiques Saint-Empire (Ville libre) 1290-1803 Royaume de Prusse 1803–1807 Royaume de Westphalie 1807–1813 Royaume de Hanovre 1814-1866 Royaume de Prusse (Province de Hanovre) 1866-1871 Empire allemand 1871-1918 République de Weimar 1918–1933 Reich allemand 1933–1945 Allemagne occupée 1945–1949 Allemagne de l'Ouest 1949–1990 Allemagne 1990-présent |

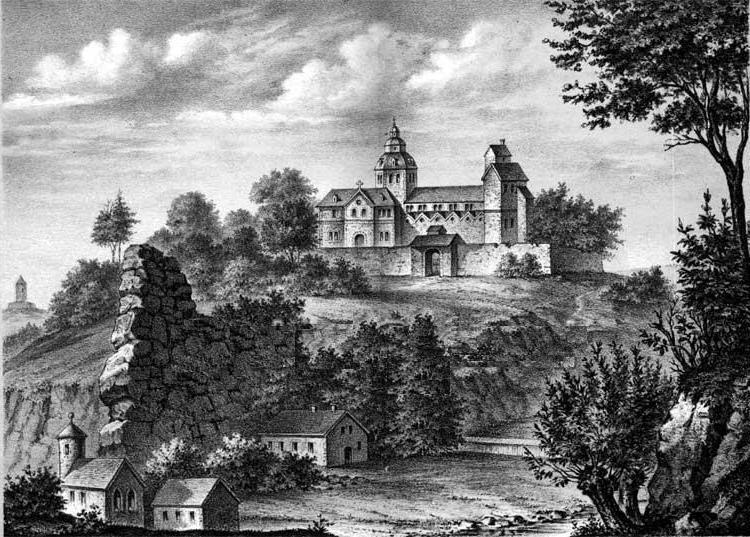
L'ancien monastère Sankt-Peters-Stift, détruit en 1527.

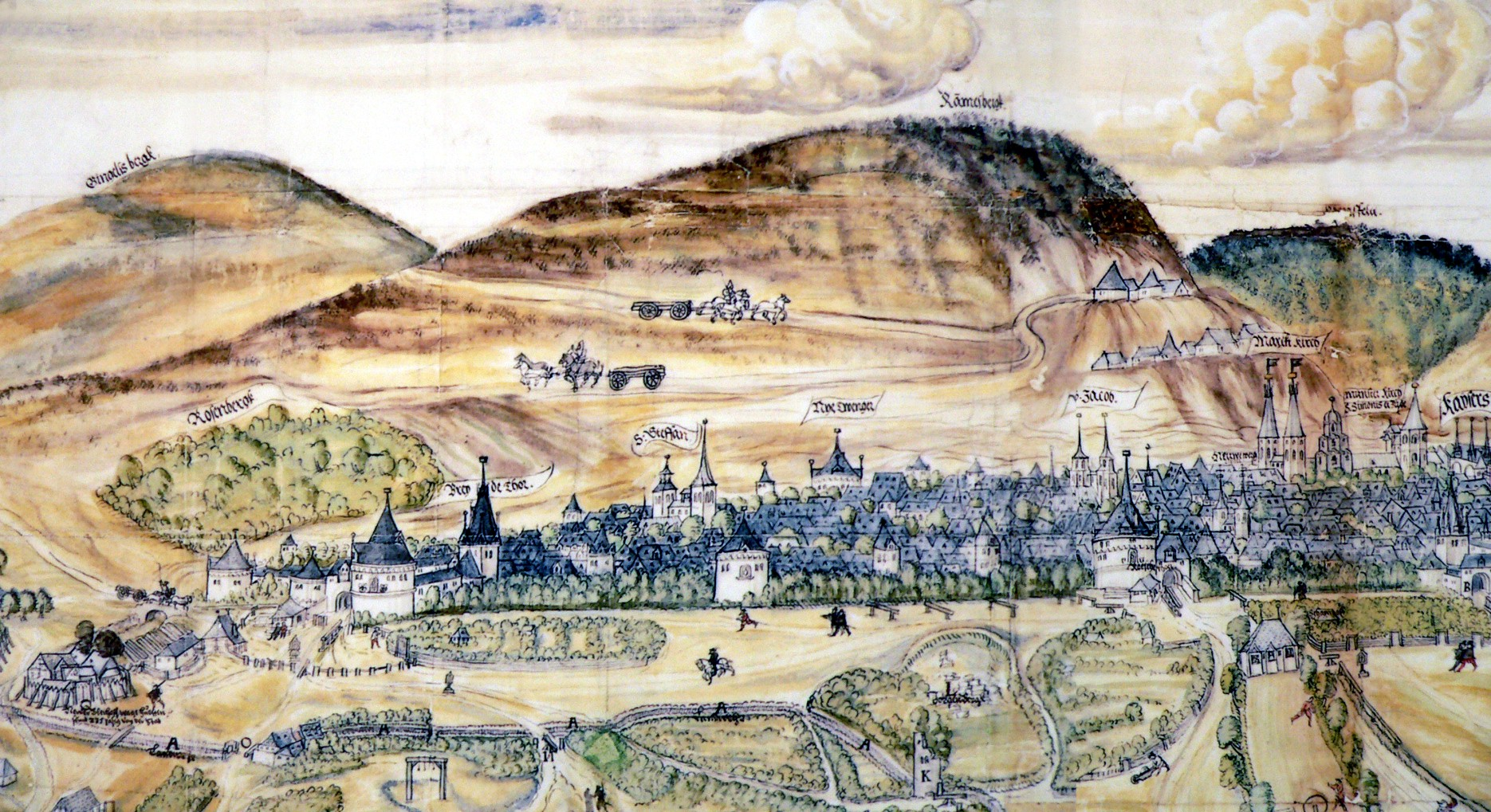
Goslar et le Rammelsberg, carte de Matz Sincken, 1574.

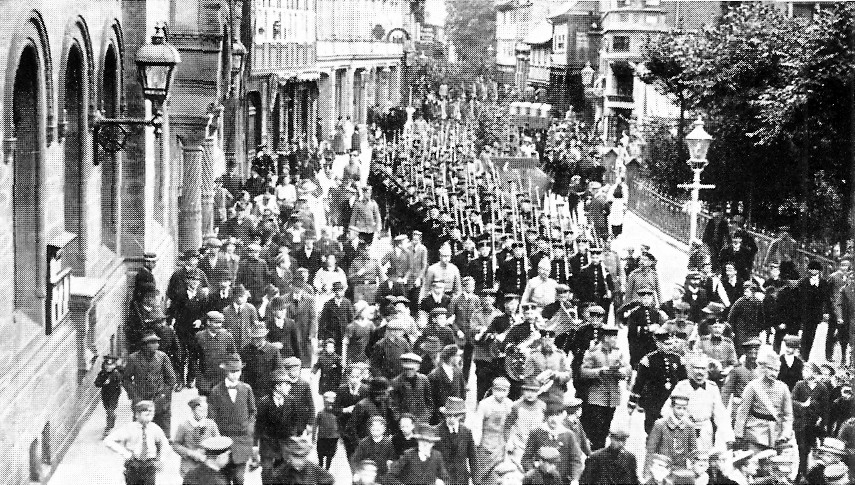
Le 23e bataillon de chasseurs de réserve de Goslar, 19 septembre 1914.

L'extraction du minerai au Rammelsberg est historiquement documentée depuis l'époque romaine. Le plus ancien trésor archéologique de la métallurgie date du IIIe siècle, du temps où les Saxons s'établirent dans la région. La grande époque de la ville commence au Xe siècle. Elle est évoquée la première fois en 979 dans un acte de l'empereur Othon II, bien que certaines sources laissent entendre qu'un fort royal y fut érigé déjà en 934. Située en Ostphalie, pays d'origine des Ottoniens dans le duché de Saxe, près de la résidence royale de Werla, Goslar fut le lieu de plusieurs diètes d'Empire déjà sous le règne de l'empereur Henri II.

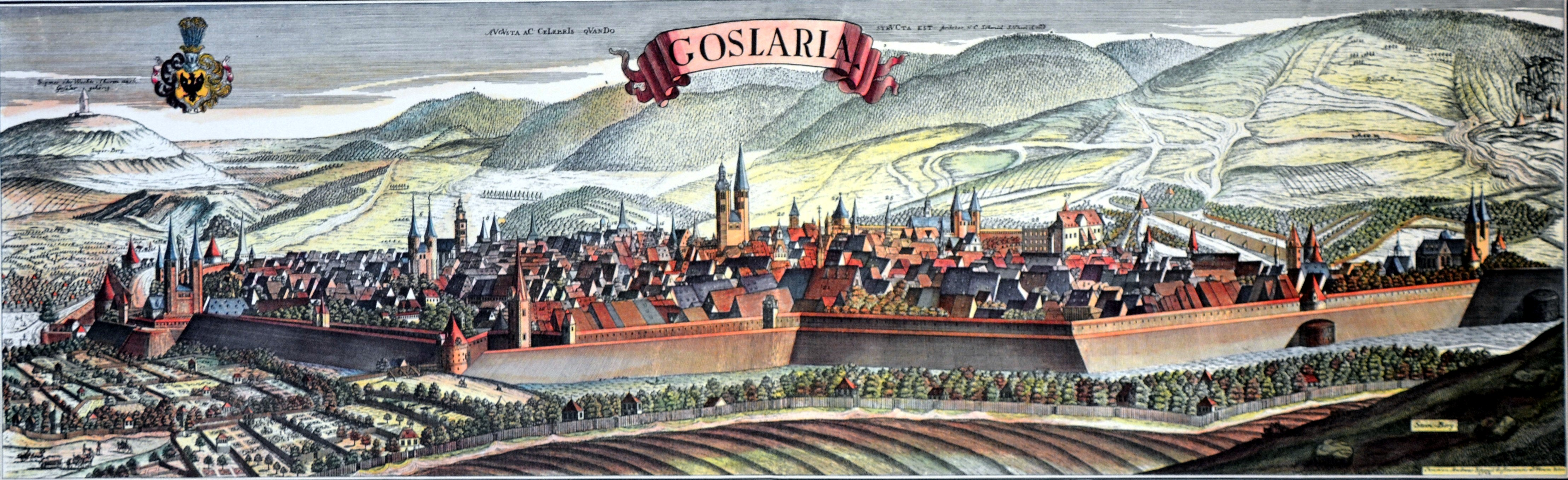
Goslar, gravure de Christian Andreas Schmid, 1732.

Les souverains de la dynastie franconienne ont perpétué cette tradition : vers l'an 1025, Conrad II le Salique a posé les fondements du palais impérial (en allemand : Kaiserpfalz) qui devint une résidence pour les empereurs, en particulier Henri III qui se rendit dans son palais favori près de vingt fois. En 1042, il y reçut la visite du roi Pierre de Hongrie et des envoyés du grand-prince Iaroslav de Kiev. En 1045, Agnès de Poitiers, épouse de Henri III, y fonda le monastère Sankt-Peter (de) qui, tombé en ruines faute d'entretien, sera détruit en 1527. Leur fils, l'empereur Henri IV, naquit à Goslar le 11 novembre 1050. Le cœur d'Henri III est enterré dans la chapelle Saint-Ulrich.
La collégiale Saint-Simon et Saint-Jude de Goslar est aussi vieille que le palais. Elle fut consacrée par l'archevêque cardinal Hermann de Cologne le 2 juillet 1051 et une seconde fois par le pape Victor II en 1056. L'église elle-même fut détruite dans les années 1820 ; aujourd'hui, seul le porche en subsiste.
Goslar fut le chef-lieu des domaines royaux dans la région de Harz et, en 1073, le foyer de la révolte des Saxons contre le roi Henri IV. Son adversaire Rodolphe de Rheinfelden y réunit des princes insurgés en 1077; l'anti-roi Hermann de Salm y fut oint en 1081. Au printemps 1105 le fils d'Henri IV, Henri V, y tint une réunion des nobles saxons pour les amener à se soulever contre son père.
Au XIIe siècle, la ville resta une résidence privilégiée sous le règne de Lothaire de Supplinbourg, Conrad III de Hohenstaufen et Frédéric Barberousse. Aux portes de la ville, l'église abbatiale du Neuwerk est un exemple d'art roman de cette période. Goslar avait vu naître le conflit entre l'empereur Frédéric et le duc saxon Henri le Lion, conclue par la chute d'Henri en 1180. Avec la fin de la dynastie des Hohenstaufen et le Grand Interrègne au XIIIe siècle, la période du siège impérial arriva à son terme.
Laissé à l'abandon pendant des siècles, le palais impérial fut restauré par Guillaume Ier d'Allemagne en onze ans. Le peintre mit dix-huit ans à rénover les fresques.
Goslar ne fut pas bombardée pendant la Seconde guerre mondiale.
Les autres curiosités sont l'hôtel de ville (XVe siècle) et les mines de Rammelsberg, qui sont devenues l'un des plus grands musées des mines en Allemagne.

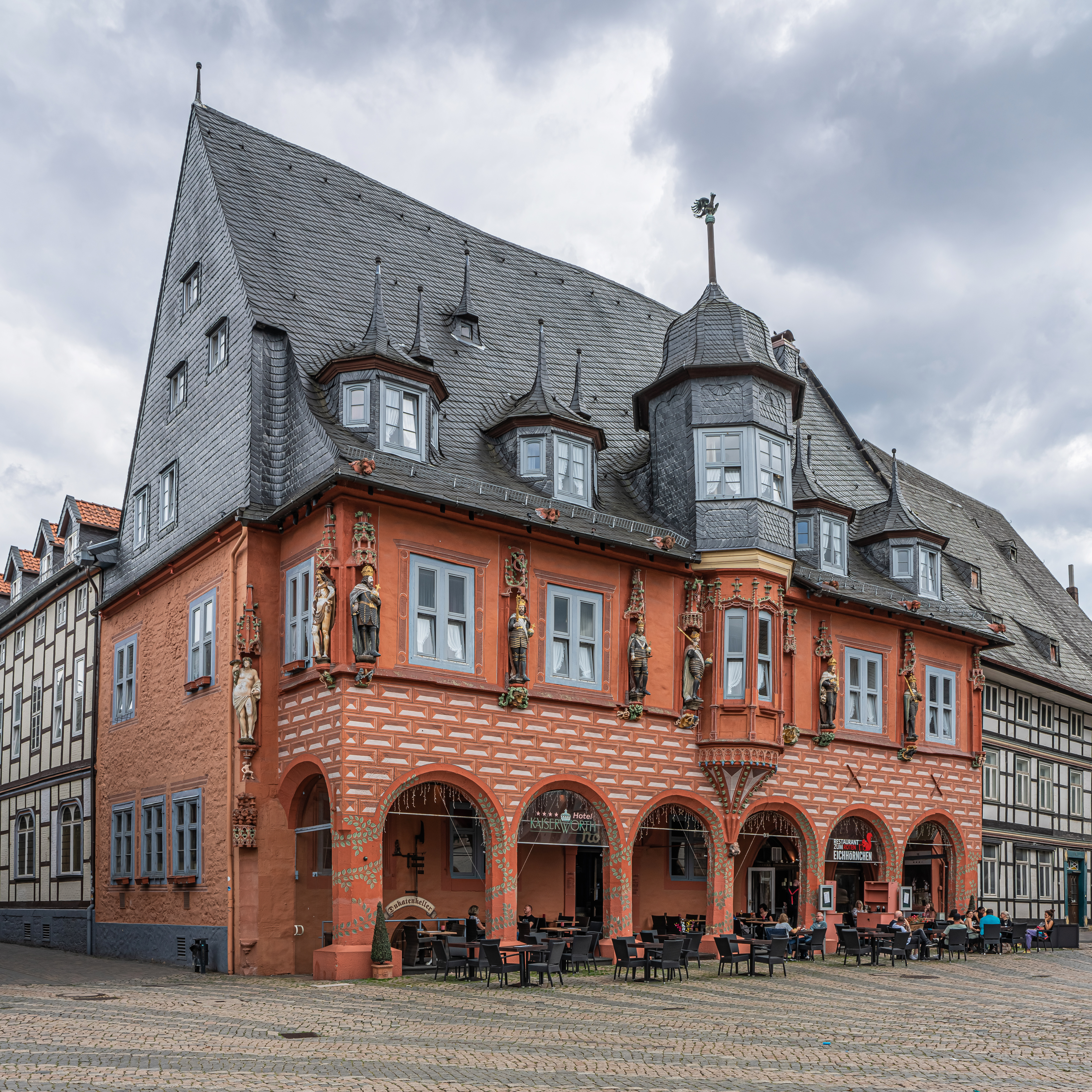
Hôtel Kaiserworth.
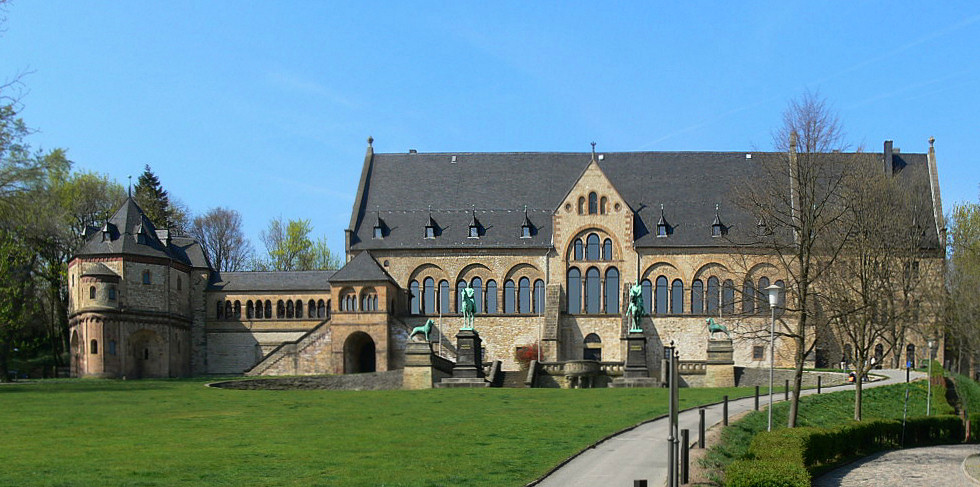
Palais Impérial.
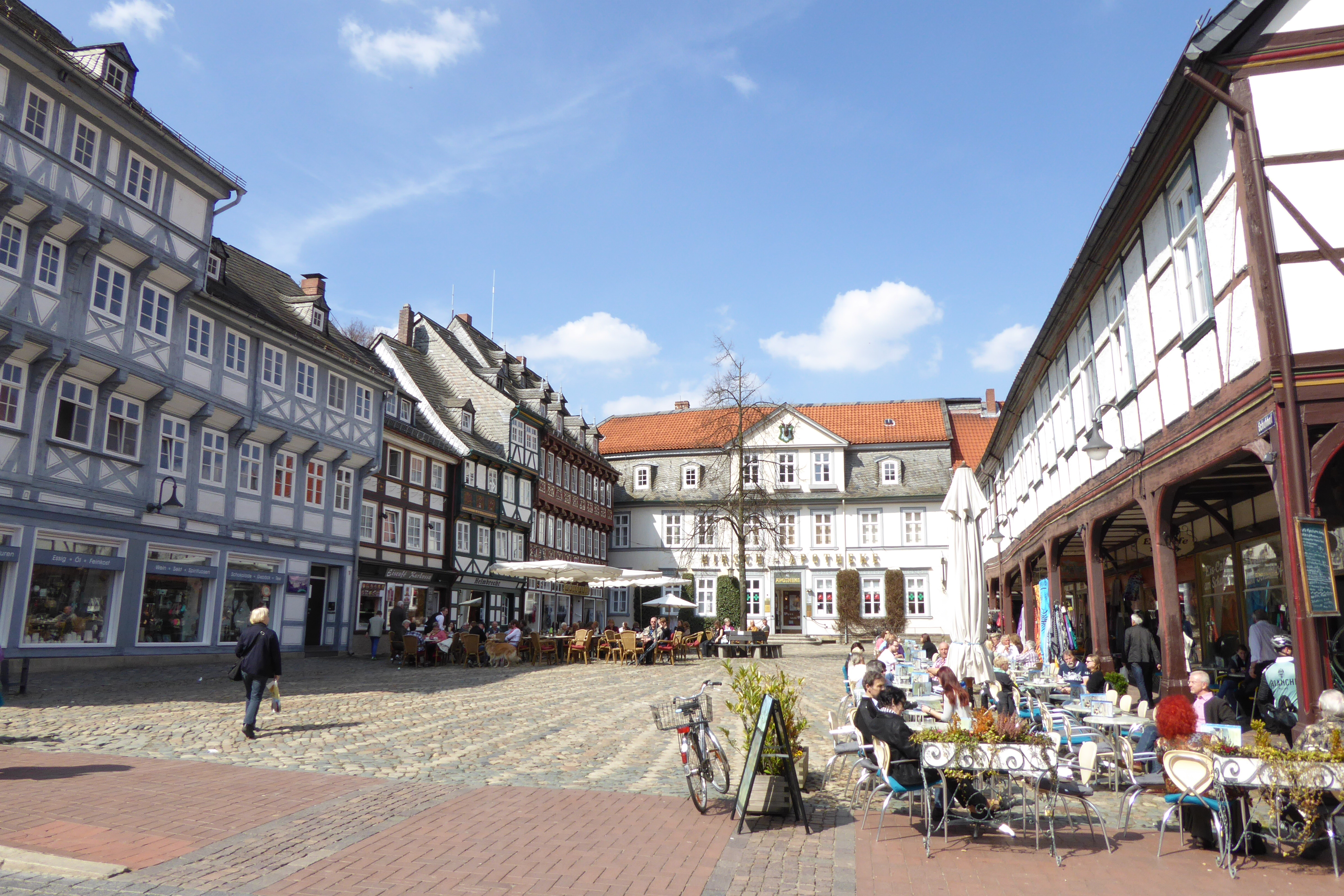
Pharmacie Hirsch sur le Schuhhof.
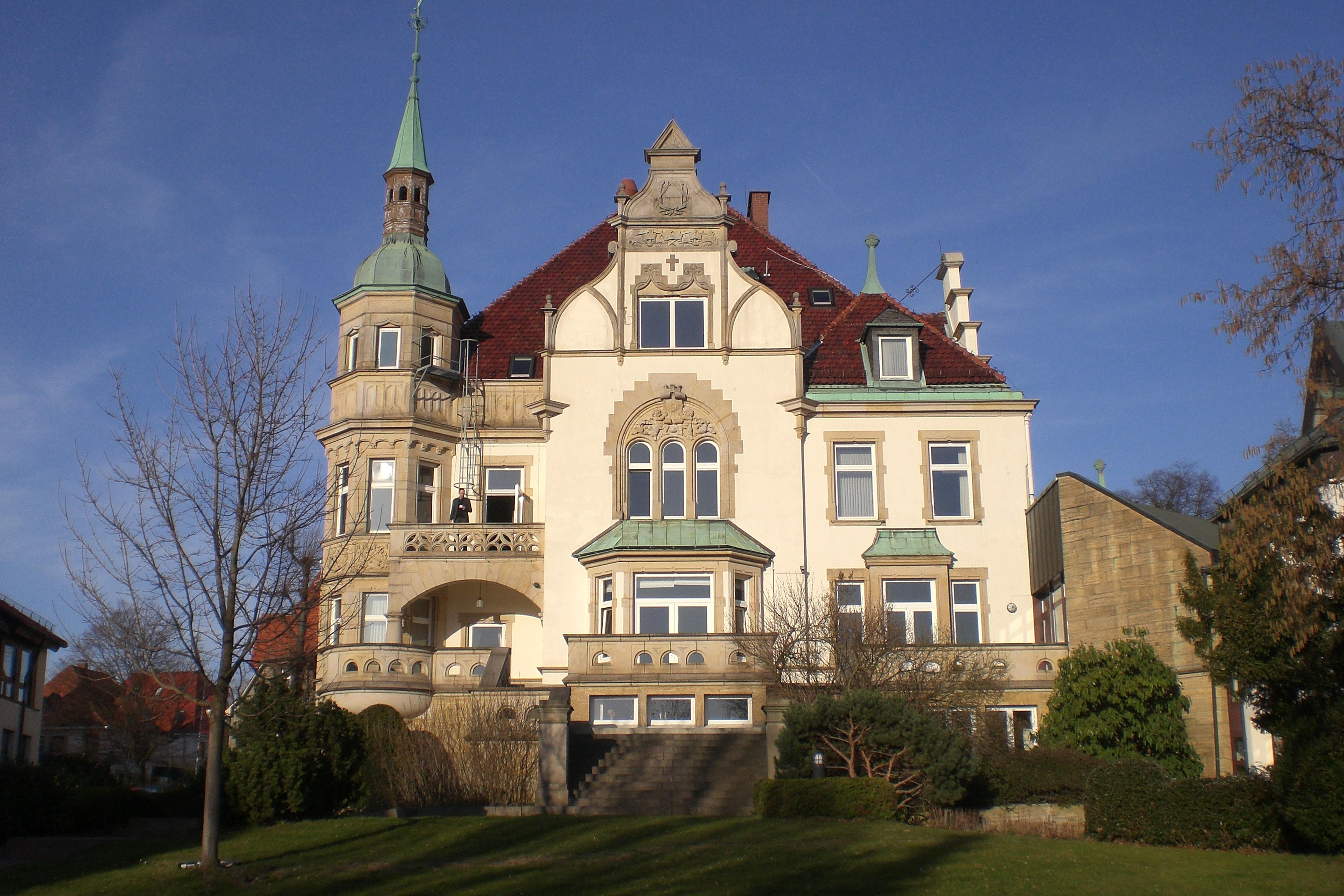
Académie JakobusHaus.
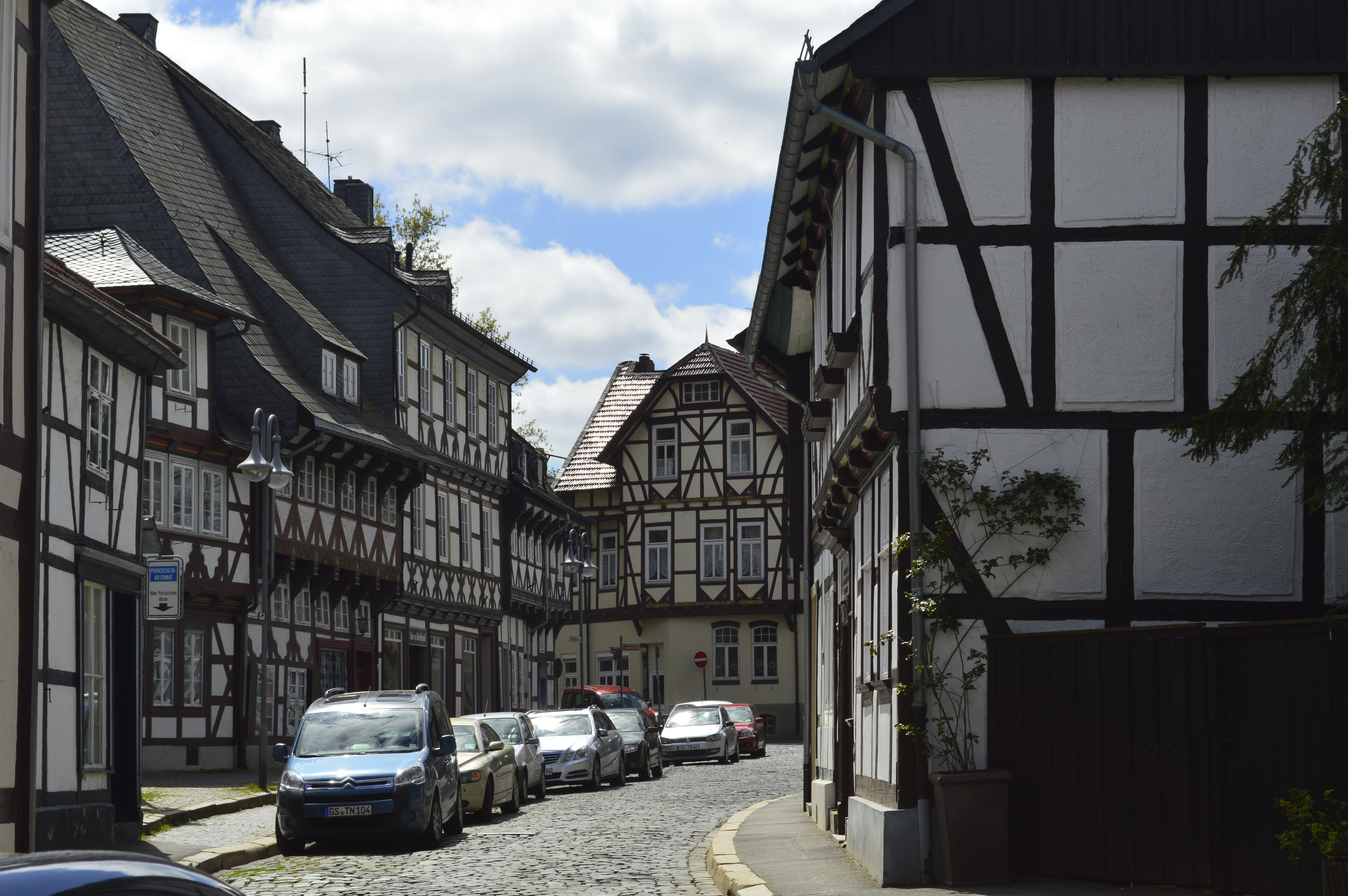
Rues.
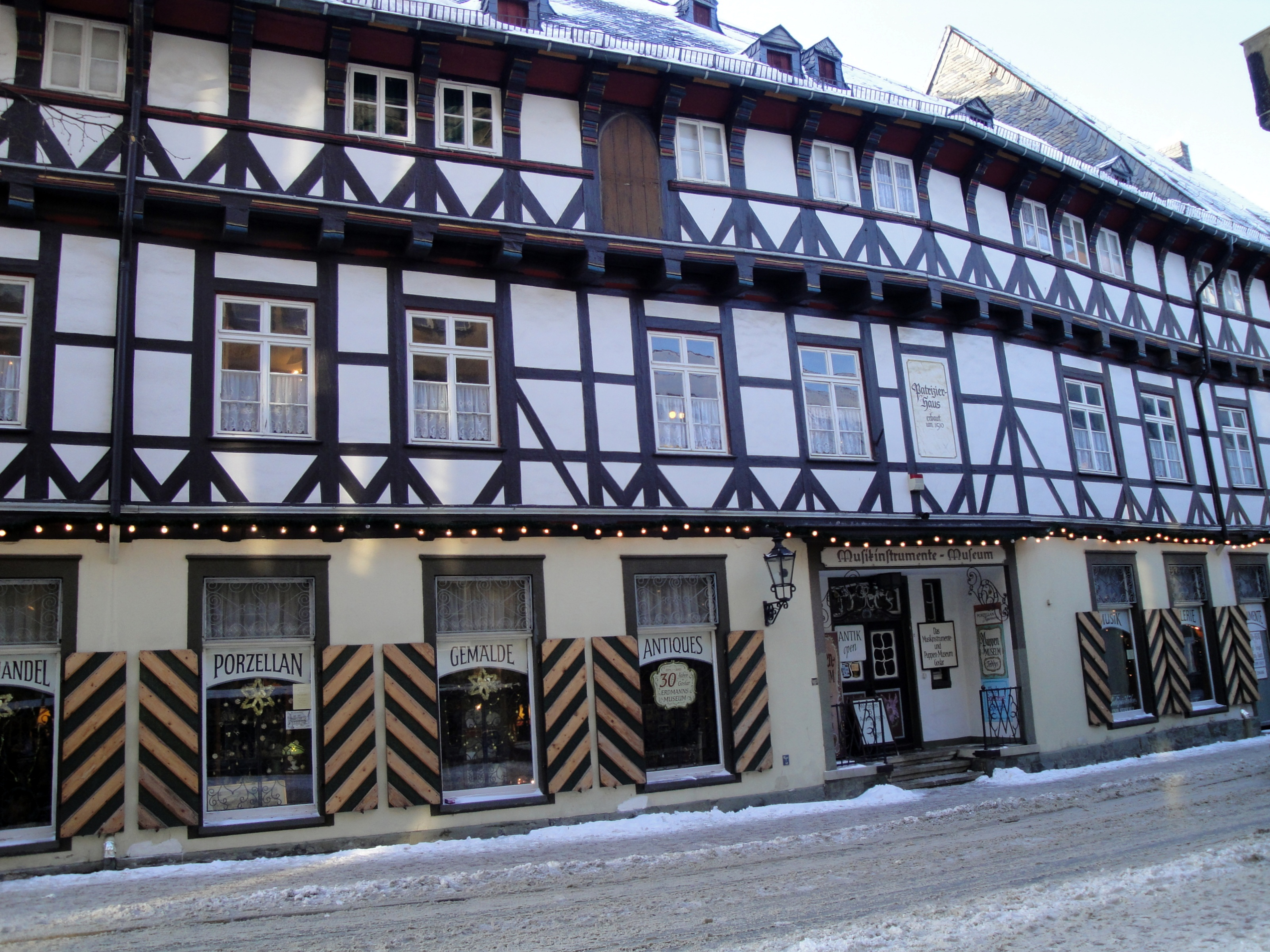
Musée des Instruments de musique.
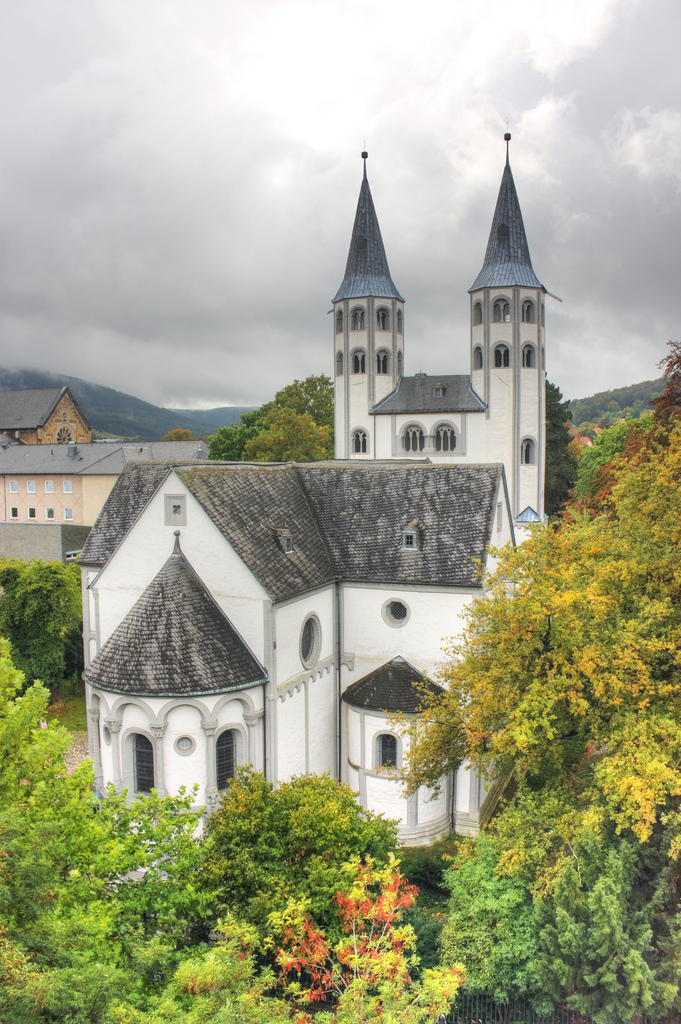
Église Neuwerk
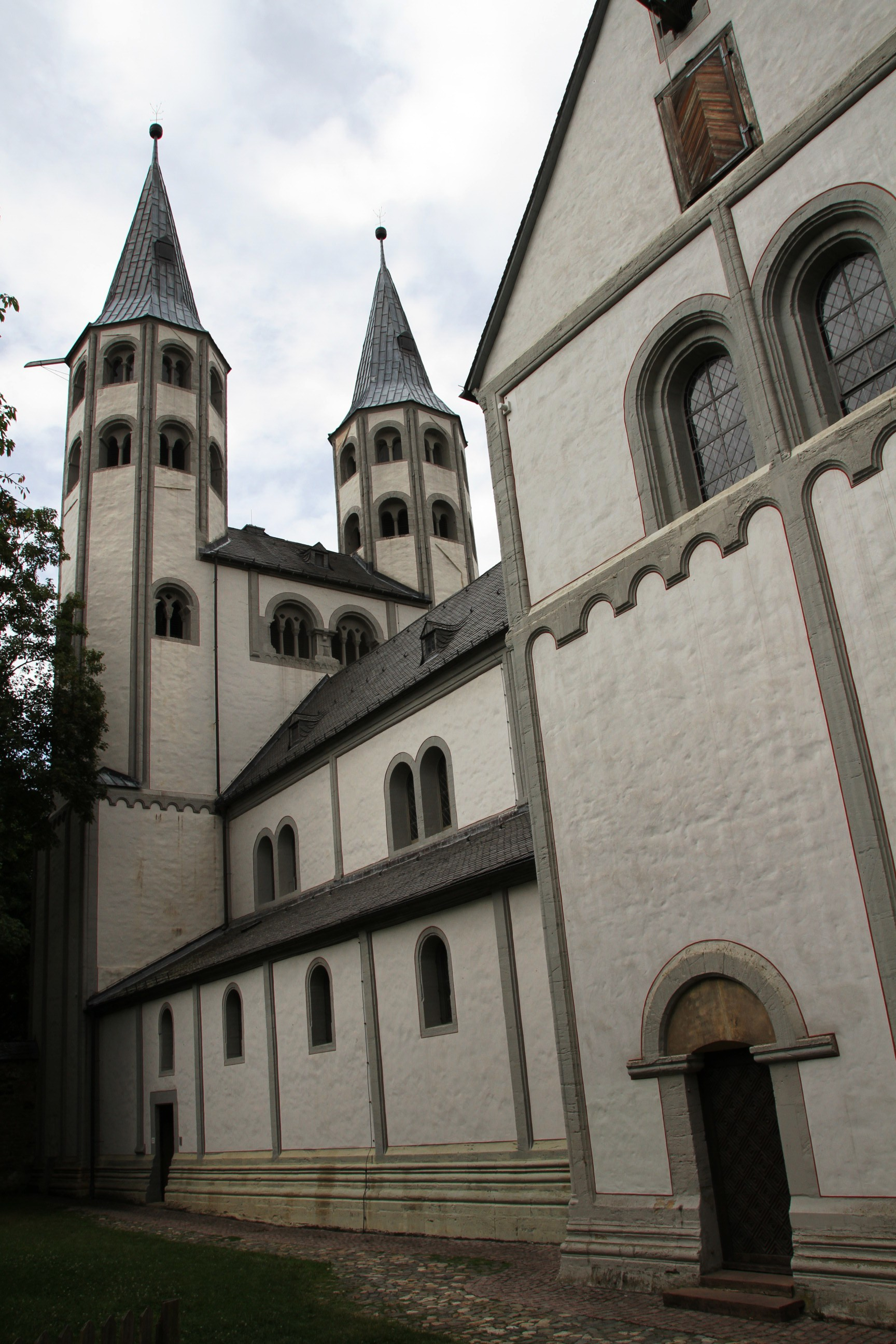
Église Neuwerk, détail.
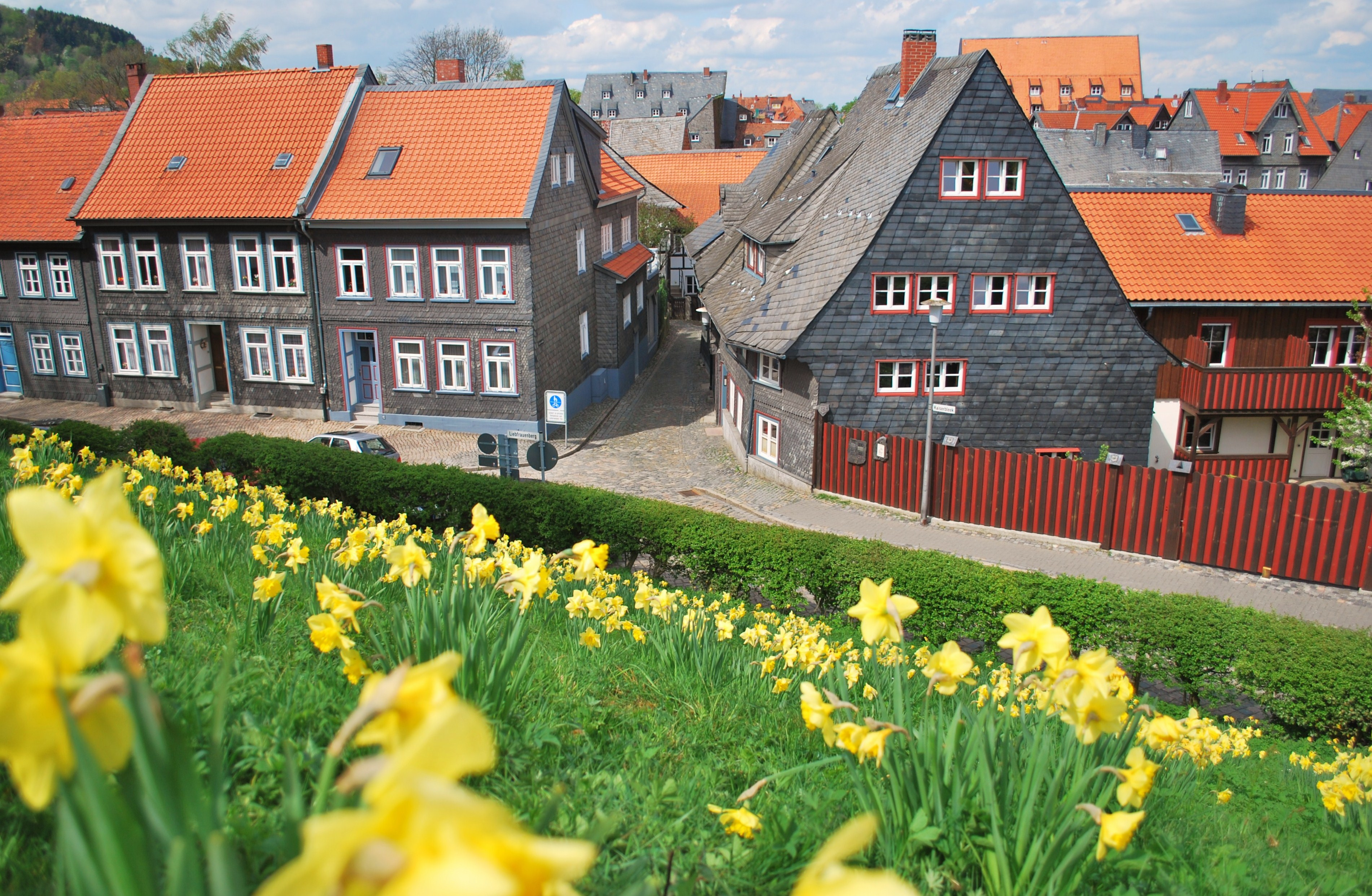
Panorama.
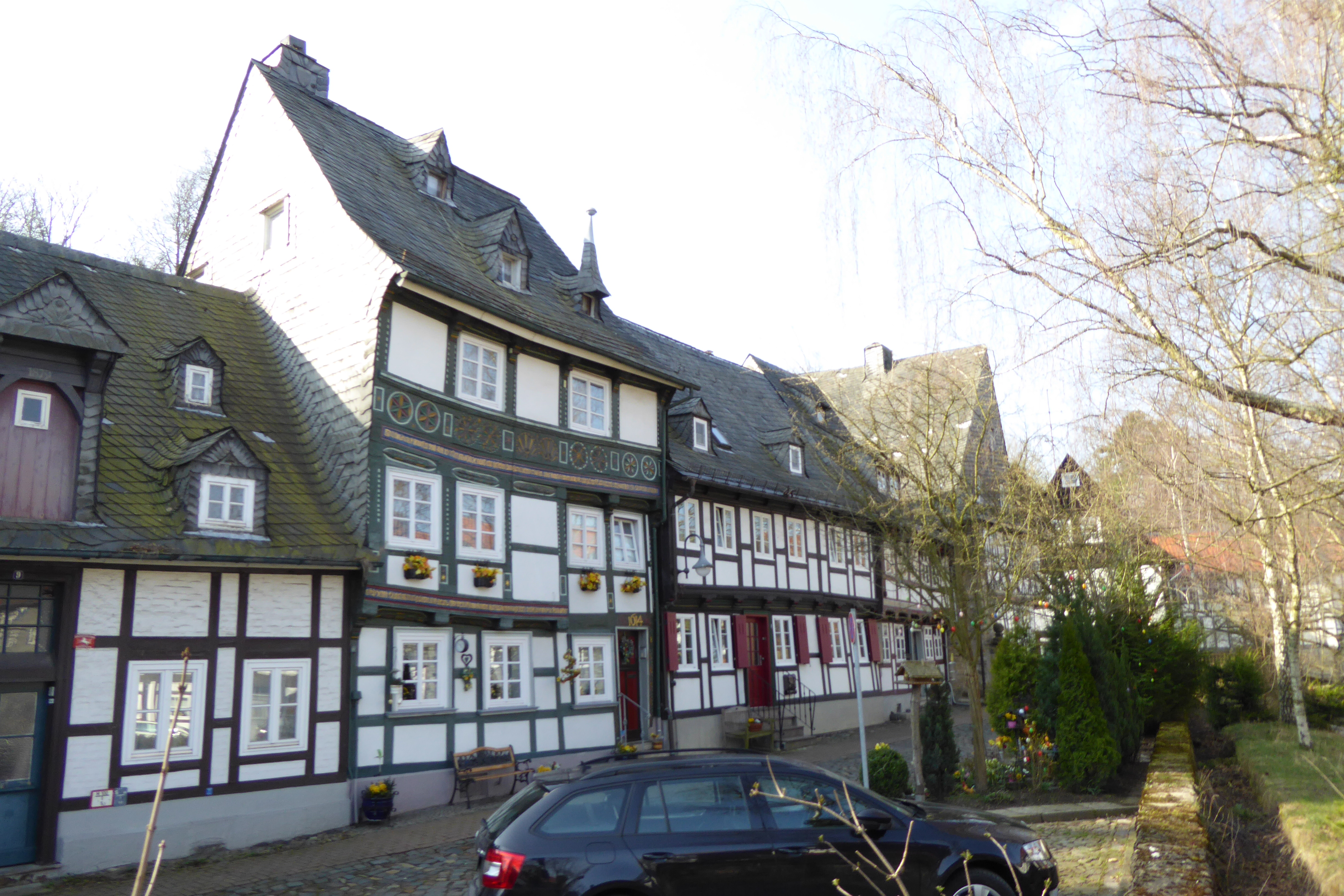
Maisons typiques.
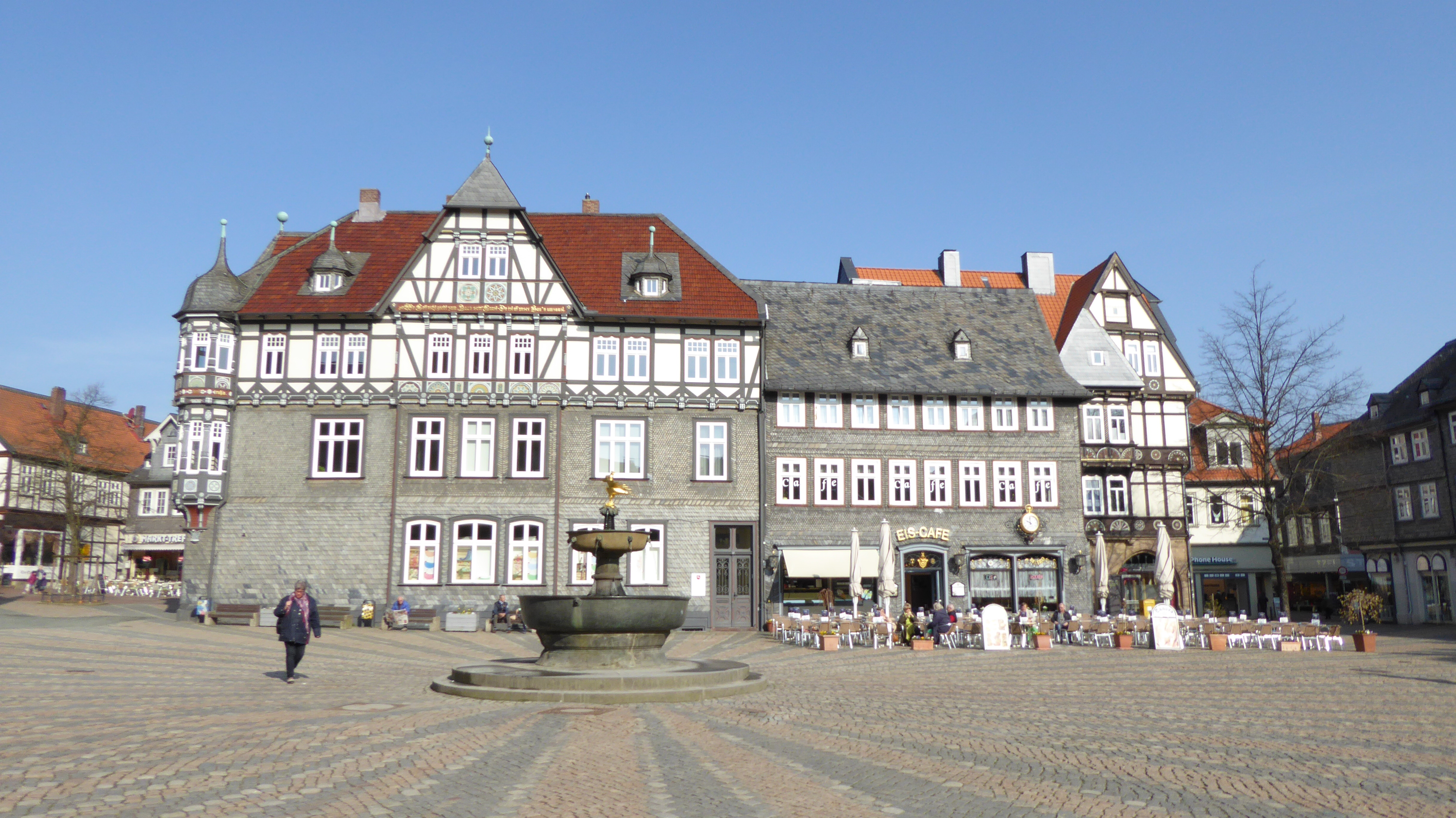
Le Markt.
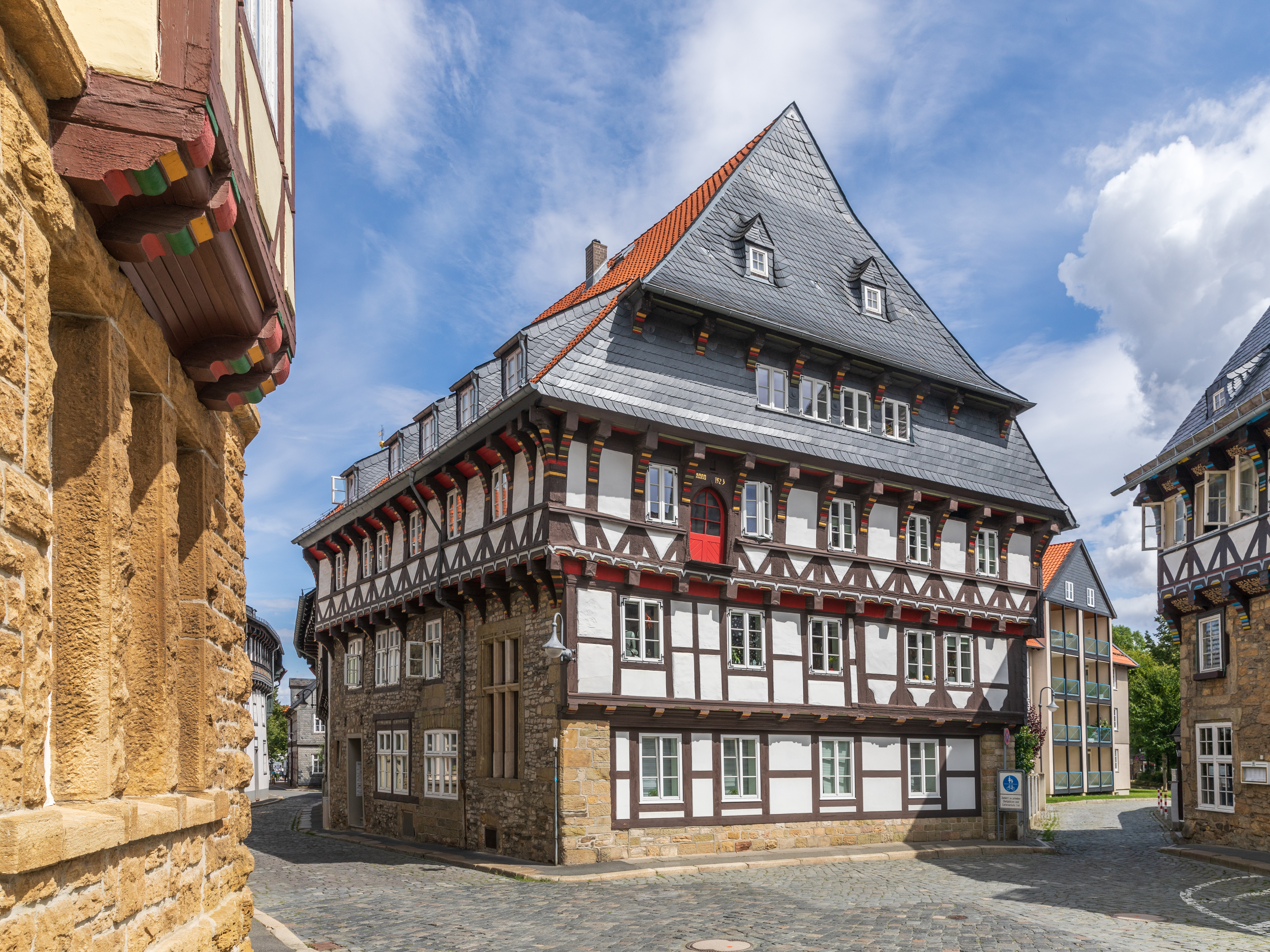
Maison à colombages à Goslar.
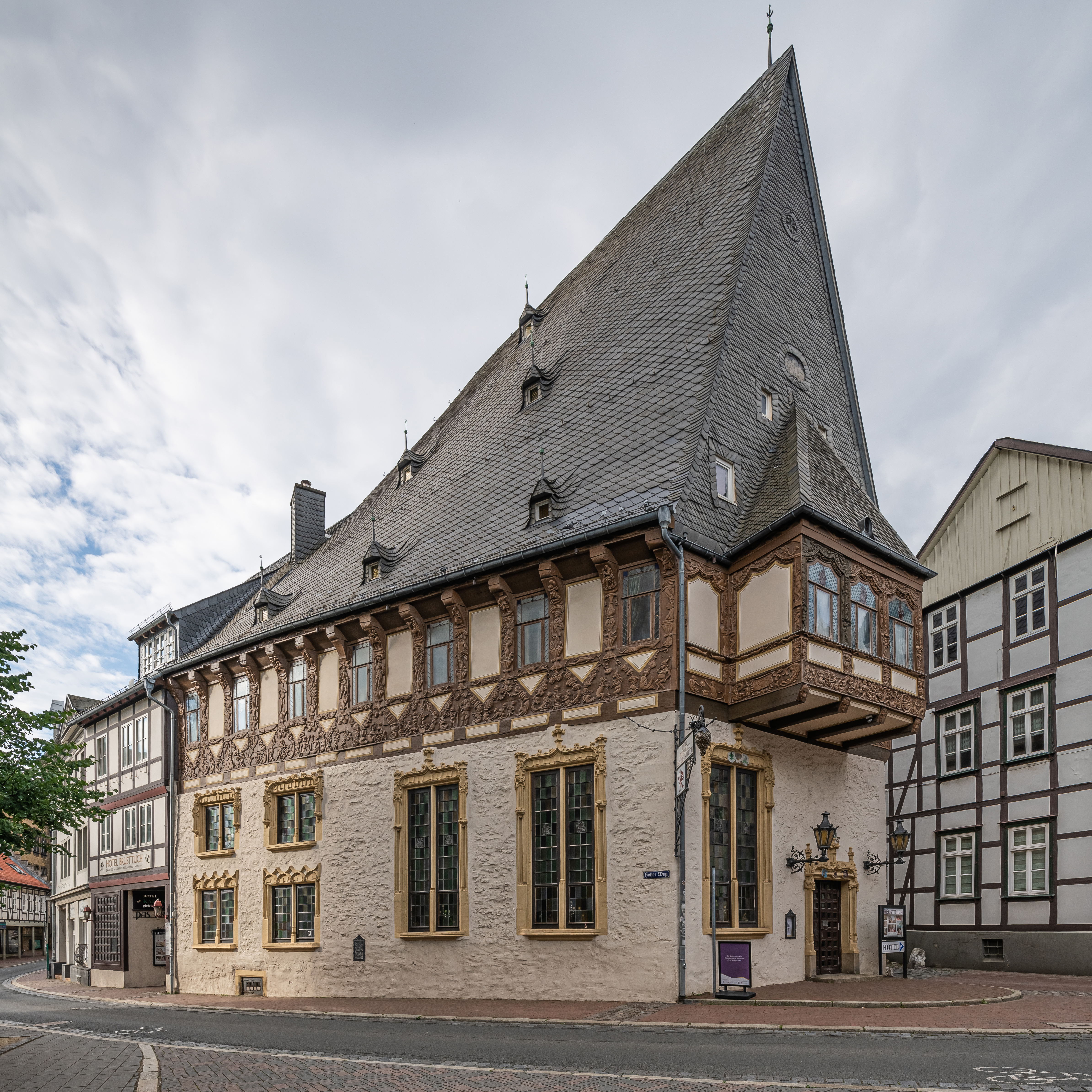
Maison Brusttuch.
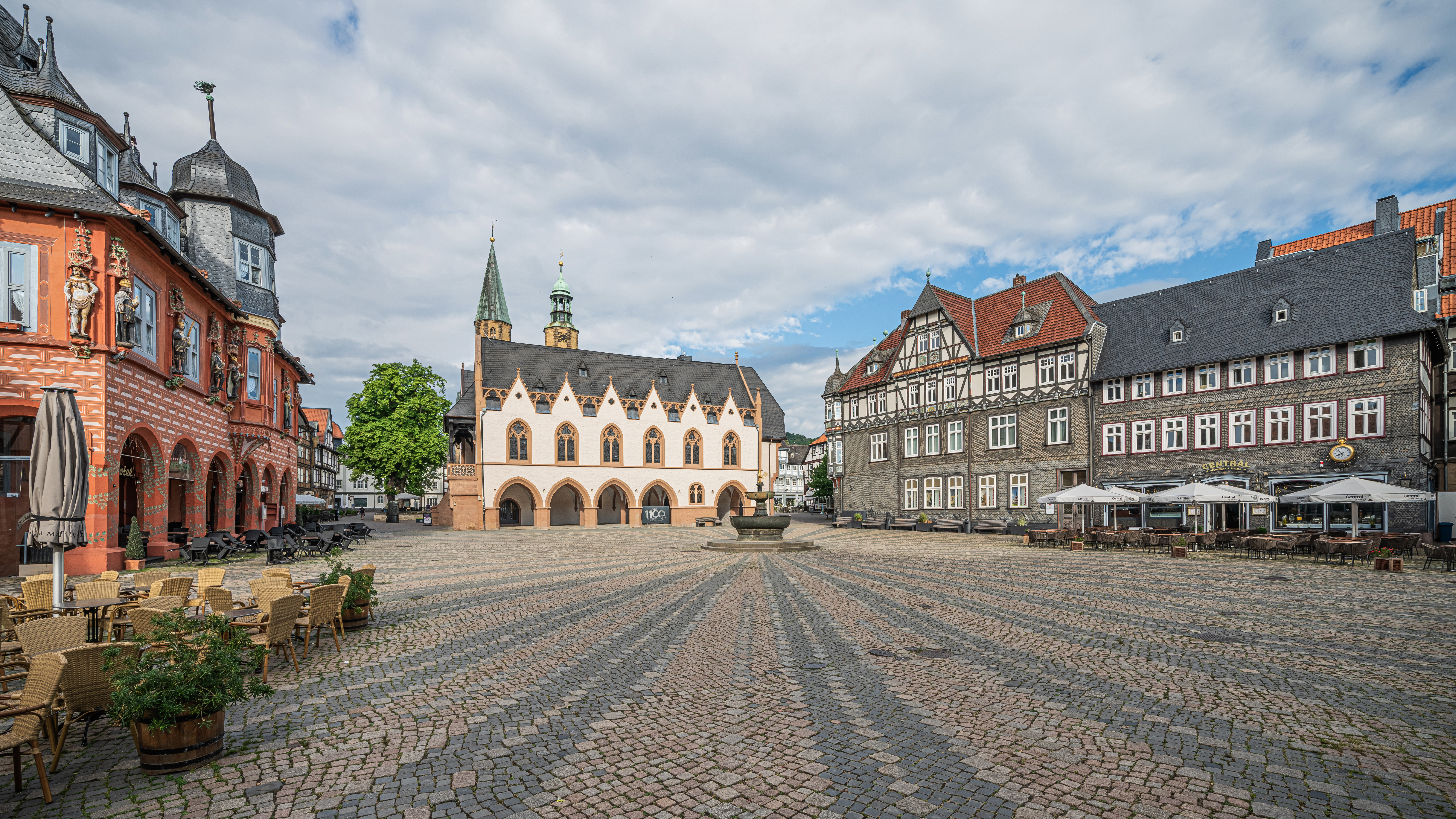
La place de l'hôtel de ville de Goslar.

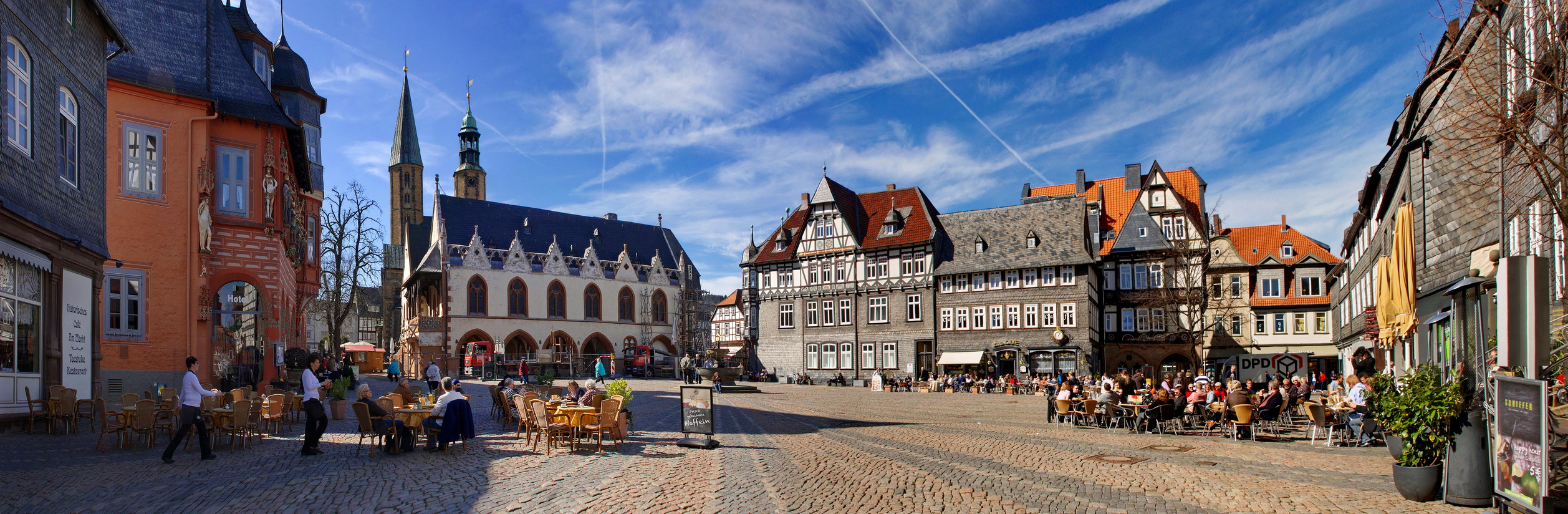
Markplatz

## Jumelages

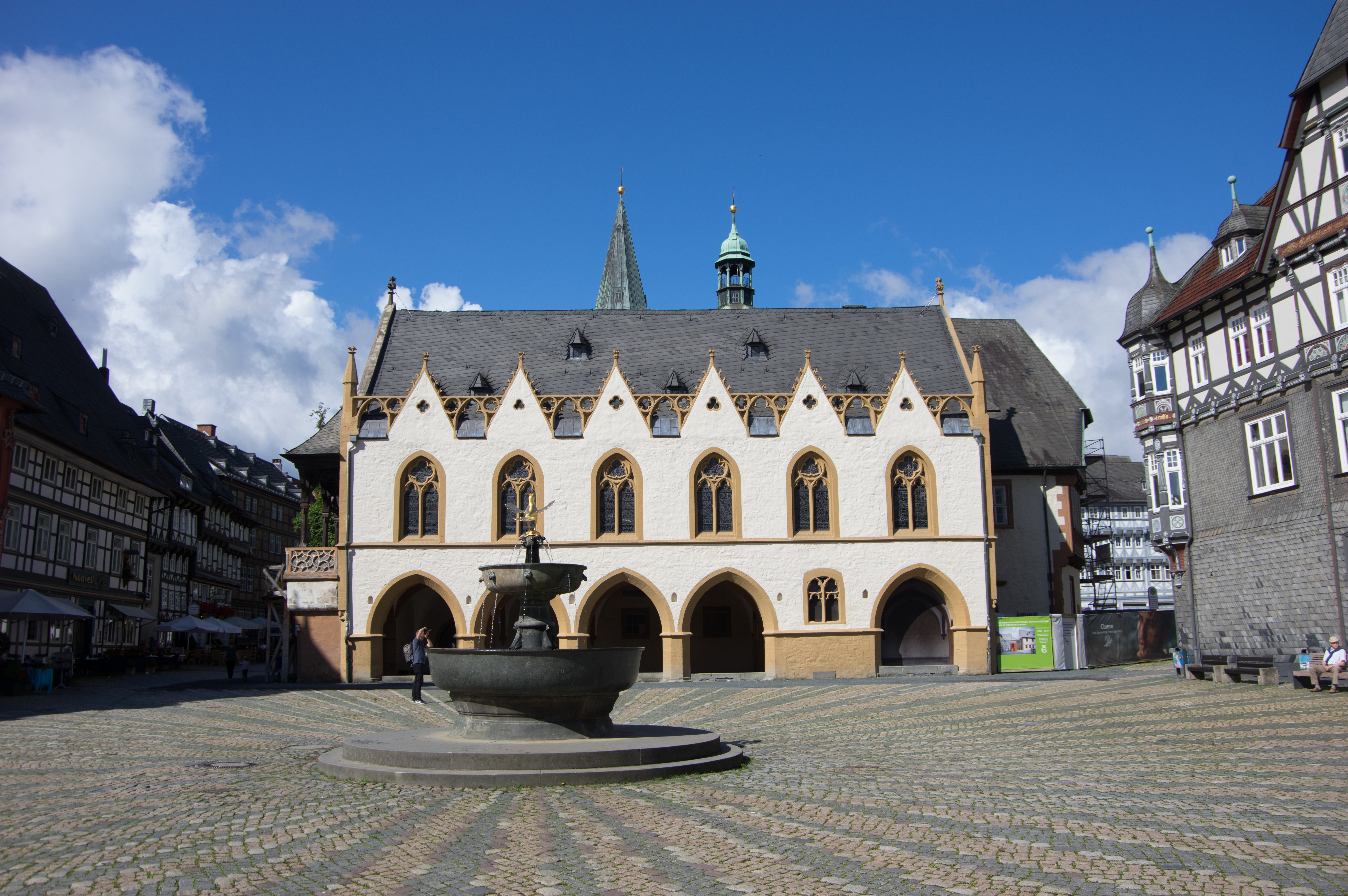
Hôtel de ville.

La ville de Goslar est jumelée avec : 
- Arcachon (France) depuis 1965[2]
- Windsor and Maidenhead (Angleterre) depuis 1969
- Beroun (Tchéquie) depuis 1989
- Brzeg (Pologne) depuis 2000
- Ra'anana (Israël) depuis 2006

## Personnalités liées à la ville
- Adalbert de Brème (vers 1000-1072), archevêque de Brême et de Hambourg, mort à Goslar
- Henri IV (1050-1106), empereur du Saint-Empire, né vraisemblablement au palais de Goslar
- Christophe Ostorod (1560-1611), socinien germano-polonais, né à Goslar
- Maurice de Saxe (1696-1750), maréchal général des camps et armées de Louis XV ("Maréchal de Saxe"), né à Goslar
- Jakob Carpov (1699-1768), philosophe allemand né à Goslar.
- Jean-Baptiste Grimaldi, dit Nicolini (mort à Goslar après 1773), danseur d'origine italienne qui fit partie de la troupe des Grands-Danseurs du Roi à Paris
- William Wordsworth, poète romantique anglais, et sa sœur Dorothy s'installent à Goslar de septembre 1798 à septembre 1799
- Hermann Wislicenus (1825-1899), peintre allemand, mort à Goslar
- Albert Niemann (1834-1861), chimiste et pharmacien allemand, né à Goslar
- Paul Hegemann (1836-1913), navigateur, y est mort.
- Ludwig Gattermann (1860-1920), chimiste allemand, né à Goslar
- Walter Rühland (1905-1967), ingénieur du son allemand, né à Goslar
- Alfred Schwarzmann (1912-2000), gymnaste allemand, mort à Goslar
- Heinz Günther Guderian (1914-2004), major-général allemand de la Wehrmacht, après la guerre inspecteur des troupes blindées dans la Bundeswehr et à l'OTAN, né à Goslar
- Wolfgang Cramer (1957-), écologue et géographe allemand, chercheur à l'Institut Méditerranéen de Biodiversité et d'Ecologie marine et continentale (IMBE) d'Aix-en-Provence, né à Goslar
- Regine Schumann (1961-), peintre et light artiste allemande, née à Goslar
- Sigmar Gabriel (1959-), homme politique vivant à Goslar
- Sandra Ciesek (1978-), virologue, née à Goslar